# Pilla (Cajatambo)
Pilla es un despoblado peruano ubicado en el distrito de Manás, perteneciente a la provincia de Cajatambo del departamento de Lima, al centro oeste del Perú. 

## Ubicación
Pilla se ubica al suroeste de la provincia de Cajatambo, en el distrito de Manás, en el departamento de Lima.

## Demografía
En 1993 Pilla tenía una población de 2 habitantes, mientras que en 2017 no tuvo a ningún habitante empadronado, y tenía 1 vivienda.
| Gráfica de evolución demográfica de Pilla entre 1993 y 2017 |
|                                                             |
| Fuentes: Población 1993 (Pilca) y 2017                      |